# ФК ОЛЛС (Москва)
ФК ОЛЛС Москва е футболен клуб, считан за предшественик на ПФК ЦСКА Москва. Основан е на 27 август 1911 г. от група скиори, отцепили се от московския клуб по ски спортове. Играят в синьо-бели екипи.

## История
Историята на футболния клуб започва през 1911 г., когато в Обществото на любителите на ски спорта (ОЛЛС) е организирана футболна секция. На базата на тази футболна секция са сформирани три отбора, които в същата година започват участие в шампионата на Москва в клас „Б“. На 27 август 1911 г. се играе първият официален мач на ОЛЛС с клуба „Вега“. Мачът завършва с победа на футболистите от ОЛЛС с 6:2.
През 1916 г. вторият отбор на ОЛЛС печели промоция в клас „А“ на московския шампионат. В 1917 г. първият тим завоюва първо място в Казанската лига и влиза в клас „А“ на шампионата на Москва, където остава до 1922 г. В дебютния си сезон в елита отборът остава едва 8-и от 10 отбора. През 1921 г. ОЛЛС стига до „златен мач“ за титлата, но губи с 0:6 от КФС.
През сезон 1922 г. ОЛЛС Москва печели пролетния шампионат на Москва, и завършва на второ място в есенния. На 11 юни 1922 г. във финала на турнира за купата на КФС Коломяги, ОЛЛС побеждава с резултат 4:2 и вдига трофея.
Това е последният сезон, в който отборът се казва ОЛЛС. От 1923 г. до 1928 г. носи името ОППВ.

## Стадион
Първоначално тимът играе мачовете си на наетите терени на „Ширяево поле“, където днес се намира базата на Спартак Москва. През 1912 г. е построен стадион ОЛЛС, намиращ се в парк „Соколники“. Стадионът се използва до 1957 г. от отборите-наследници на ОЛЛС.

## Успехи
- Шампион на Москва – 1922
- Купа КФС Коломяги – 1922
- Купа Тосмена – 1922